# 7102 Neilbone
7102 Neilbone eller 1936 NB är en asteroid i huvudbältet som upptäcktes den 12 juli 1936 av den sydafrikanske astronomen Cyril V. Jackson i Johannesburg. Den har fått sitt namn efter den skotske astronomen Neil Bone.
Asteroiden har en diameter på ungefär 21 kilometer.